# Micarea nigella
Micarea nigella är en lavart som beskrevs av Coppins. Micarea nigella ingår i släktet Micarea och familjen Pilocarpaceae.  Arten är reproducerande i Sverige. Inga underarter finns listade i Catalogue of Life.